# Sals kyrka
Sals kyrka är en kyrkobyggnad som sedan 2002 tillhör Flo församling (tidigare Sals församling) i Skara stift. Kyrkan ligger i Grästorps kommun på slättlandet intill en vik av Vänern.

## Historia
En stenkyrka uppfördes under medeltiden. Det var en liten tornlös byggnad. På södra långsidan fanns bara ett litet smalt fönster, på samma sida fanns kyrkans enda dörr. Sals kyrka blev om- och tillbyggd under 1740-talet, då ingången flyttades från södra väggen till västra och ett vapenhus blev byggt. År 1773 blev kyrkan grundligt renoverad, varvid altaret och en ny altartavla sattes upp. Läktare och predikstol målades och väggarna kring fönstren dekorerades med målade gardiner. På våren 1789 upptäcktes sprickor i kyrkans väggar, varför man förband långväggarna med järnstänger. På hösten 1870 var man nödd att stötta norra väggen med fyra stora stockar. Men sockenborna kände sig ändå inte trygga, så söndagen 19 mars 1871 var sista gången kyrkan användes.

## Kyrkobyggnaden
Efter långa förhandlingar, beslutades att bygga en ny kyrka. Betydande delar av den gamla kyrkan ingår i nuvarande kyrkobyggnad som uppfördes 1881. Långhuset blev 22 meter långt. Yttertaket är täckt av skiffer och tornet har en kopparklädd spira. Kyrkan uppfattades genom material och färgval enkel och ödslig. Därför beslöts år 1952 om en grundlig restaurering. På norra sidan byggdes nu en ny sakristia, och skärmväggen bakom altaret togs ner, och fönstret i koret igensattes. Då kyrkan saknar altartavla, har korset som tidigare prydde skärmväggen satts i den nisch från det igensatta fönstret. År 1973 målades tak, väggar och bänkar om.

## Inventarier
- En tronande madonnaskulptur från sent 1300-tal utförd i ek. Höjd 40 cm. [1]
- Predikstolen, som återställdes i ursprungligt skick vid restaureringen 1952, kommer från den gamla kyrkan och är tillverkad på 1600-talet.
- Över dörren till sakristian hänger delar av ett triumfkrucifix.
- Timglaset som satt på predikstolen blev stulet och ett nytt anskaffades 1848, men blev inte uppsatt förrän 1945.
- Nattvardskalkenen är tillverkad av en guldsmed i Göteborg år 1658. På den sexkantiga foten är graverat "I H S", som är latin och betyder "Jesus folkets frälsare". Runt kalkens kanter är graverat; ANNO 1658 ÄR DENNA KALCK AF SALIGH A W S OCH HANS EFTERBLEFNA HUSTRU H M L D TILL GUDS HUUS UPBÖGGELSE MEDH 13 LOD SÖLF FÖBÄTRAT och efter en lagning 1789 Om gordt skålen 1790 Sahls kyrka Väger 26½ lod.
- Det finns tre ljuskronor, två med kristallprismor och en av mässing. Vidare 4 lampetter på väggarna samt en dopljusstake av malm.
- Den första orgeln installerades 1913 av en firma från Lidköping.  Den renoverades 1973.

### Kyrkklockor
I tornet hänger två klockor, på den mindre finns texten; GLORIA IN EXELSIS DEO ( latin och betyder "Ära vare Gud i höjden") TIL GUDS NAMNS ÄHRA OCH SALENS FÖRSAMLING TIL TJENST ÄR DENNA KLOCKA GIUTEN, DÅ WARANDE PROBST OCH KYRCKOHERDE HERR MAG: OLAUS KOLMODIN, GIUTEN I GÖTHEBORG AF ARWID BÖÖK ANNO 1741.
På andra sidan samma klocka finns en kristusbild och texten; SALVATOR MUNDI som är latin och betyder "Världens frälsare"
Den stora klockan är en gåva 1937, På denna klocka finns texten; ÅR 1937 BLEV DENNA KLOCKA SKÄNKT TILL SALS KYRKA AV MAKARNA C.A. BENGTSSON, SALSTAD, OCH OLIVIA ANDERSSON, TOMTEGÅRDEN, DÅ GUSTAF LJUNGGREN VAR BISKOP I SKARA, SVEN MELLBERG KYRKOHERDE I FLO PASTORAT, JOHN LINDGREN KANTOR I SAL, VILHELM ERIKSSON OCH ERNST JOHANSSON KYRKOVÄRDAR. GJUTEN PÅ M.& O. OHLSSONS KLOCKGJUTERI I YSTAD.
På andra sidan samma klocka finns texten från psalmen 323:3 (nuvarande 205:3); SÅ SÖK I DAG DÅ ÅR OCH HÄLSA ÄN GE DIG TID OCH KRAFT DÄRTILL, SÖK HERRENS NÅD SOM VILL DIG FRÄLSA BLOTT DU PÅ HONOM TRÖSTA VILL OCH GUD SOM HÖR DIN BÖN OCH SÅNG VÄLSIGNA SKALL DIN KYRKOGÅNG.

## Kyrkogården
På kyrkogården finns två gamla gravstenar från 1790. På den ena står släktnamnet Wessman, på den andra släktnamnet Klöveg. Där finns även ett solur i kalksten daterat 1665.
Utanför kyrkogården finns en runsten, Salstenen, placerad.
Denna påträffades 1881 i den gamla grundmuren. Den var då ituslagen, den är lagad och står utanför kyrkogårdens södra mur.